# Sleigh My Name
Sleigh My Name ist ein britischer Kurzfilm von David Ince aus dem Jahr 2018. Die Horrorkomödie ist im Stile eines Weihnachtsgedichts inszeniert.

## Handlung
Ein namenloser Drogendealer (The Boy) wird von seiner Chefin (The Brains) und deren Handlanger (The Bruiser) gefoltert und um seine Drogen beraubt. Nachdem er freigelassen wurde, hat er nur noch wenig Zeit das Geld für seinen Boss zu beschaffen. Auf der Fahrt entdeckt er den Unterschlupf von The Brains und beschließt sich zu rächen. Mit einer Zuckerstange als Waffe tötet er The Brains und The Bruiser, findet jedoch weder Geld noch Drogen im Unterschlupf. Plötzlich erscheint sein Boss und tötet ihn.

## Hintergrund
Der Film wurde auf verschiedenen Kurzfilm-Festivals gezeigt. Unter anderem gewann er bei den LA Shorts Awards die Kategorie Best Thriller, beim Mindfield Film Festival Albuquerque den Best Short Film und beim Top Shorts Film Festival die Kategorie Best Dark Comedy.